# Stary Radzic
Stary Radzic – wieś w Polsce położona w województwie lubelskim, w powiecie łęczyńskim, w gminie Ludwin.
W latach 1975–1998 miejscowość administracyjnie należała do ówczesnego województwa lubelskiego.
Wieś stanowi sołectwo gminy Ludwin. Według Narodowego Spisu Powszechnego z roku 2011 wieś liczyła 221 mieszkańców.
W lesie w pobliżu wsi znajduje się mogiła ofiary mordu hitlerowskiego
W Radzicu Starym urodził się Zdzisław Broński ps. Uskok (1912-1949) dowódca oddziału partyzanckiego Armii Krajowej, a następnie Zrzeszenia WIN na Lubelszczyźnie, żołnierz wyklęty.
Wierni Kościoła rzymskokatolickiego należą do parafii św. Anny w Kijanach.